# Crissey (Saône-et-Loire)
Pour les articles homonymes, voir Crissey.
Crissey est une commune française située dans le département de Saône-et-Loire, en région Bourgogne-Franche-Comté.
Ses habitants se nomment les Crissotins.

## Géographie

### Description
Crissey est traversée par la Saône (Crissey est bâtie sur la basse terrasse de la Saône où s'y trouvent moult vestiges néolithiques et chalcolithiques). Cette commune reçoit également le canal du Centre.
La commune s'étend sur 11,0 km2 et compte 2 327 habitants (selon le recensement de 2004). Crissey est située à 297 km de Paris et à 4 km au nord-est de Chalon-sur-Saône.
Son altitude moyenne est de 182 mètres.

### Communes limitrophes
|  |

### Hydrographie
Le territoire communal est limité au sud par le lit de la Saône, l'un des principaux affluents du Rhône.
Le canal du Centre sépare la commune de Chalon-sur-Saône.

### Climat
Pour des articles plus généraux, voir Climat de la Bourgogne-Franche-Comté et Climat de Saône-et-Loire.
En 2010, le climat de la commune est de type climat océanique altéré, selon une étude du Centre national de la recherche scientifique s'appuyant sur une série de données couvrant la période 1971-2000. En 2020, Météo-France publie une typologie des climats de la France métropolitaine dans laquelle la commune est dans une zone de transition entre le climat océanique altéré et le climat océanique altéré et est dans la région climatique Bourgogne, vallée de la Saône, caractérisée par un bon ensoleillement (1 900 h/an), un été chaud (18,5 °C), un air sec au printemps et en été et des vents faibles.
Pour la période 1971-2000, la température annuelle moyenne est de 11,3 °C, avec une amplitude thermique annuelle de 18,5 °C. Le cumul annuel moyen de précipitations est de 819 mm, avec 10,6 jours de précipitations en janvier et 7,2 jours en juillet. Pour la période 1991-2020, la température moyenne annuelle observée sur la station météorologique de Météo-France la plus proche, « Chalon-Champforgueil », sur la commune de Champforgeuil à 4 km à vol d'oiseau, est de 11,4 °C et le cumul annuel moyen de précipitations est de 736,5 mm. 
La température maximale relevée sur cette station est de 39,7 °C, atteinte le 12 août 2003 ; la température minimale est de −17,6 °C, atteinte le 20 décembre 2009,,.
| Mois                                  | jan.             | fév.           | mars           | avril         | mai             | juin         | jui.           | août           | sep.            | oct.            | nov.             | déc.           | année      |
| ------------------------------------- | ---------------- | -------------- | -------------- | ------------- | --------------- | ------------ | -------------- | -------------- | --------------- | --------------- | ---------------- | -------------- | ---------- |
| Température minimale moyenne (°C)     | −0,2             | 0              | 2              | 4,5           | 8,4             | 12           | 13,8           | 13,3           | 9,9             | 7               | 2,9              | 0,5            | 6,2        |
| Température moyenne (°C)              | 3                | 4,1            | 7,5            | 10,6          | 14,6            | 18,3         | 20,2           | 19,9           | 16              | 11,8            | 6,6              | 3,6            | 11,4       |
| Température maximale moyenne (°C)     | 6,2              | 8,2            | 12,9           | 16,7          | 20,8            | 24,6         | 26,7           | 26,5           | 22              | 16,6            | 10,3             | 6,7            | 16,5       |
| Record de froid (°C) date du record   | −13,5 04.01.1993 | −13,7 05.02.12 | −12,4 01.03.05 | −6,2 08.04.21 | −1,5 15.05.1995 | 1,6 04.06.01 | 4,8 03.07.1996 | 3,6 30.08.1998 | −1,1 30.09.1995 | −7,6 31.10.1997 | −10,4 23.11.1993 | −17,6 20.12.09 | −17,6 2009 |
| Record de chaleur (°C) date du record | 17,9 01.01.23    | 20,4 25.02.21  | 24,5 31.03.21  | 27,9 24.04.07 | 32,3 20.05.22   | 37 27.06.19  | 39 24.07.19    | 39,7 12.08.03  | 34,3 10.09.23   | 28,9 09.10.23   | 21,5 12.11.18    | 17,7 05.12.06  | 39,7 2003  |
| Précipitations (mm)                   | 53,6             | 43             | 44             | 58,4          | 73,4            | 58,3         | 67,5           | 57,9           | 63,7            | 77,8            | 79,6             | 59,3           | 736,5      |

| Diagramme climatique                                  |        |         |             |             |            |              |              |           |           |             |            |
| J                                                     | F      | M       | A           | M           | J          | J            | A            | S         | O         | N           | D          |
| 6,2−0,253,6                                           | 8,2043 | 12,9244 | 16,74,558,4 | 20,88,473,4 | 24,61258,3 | 26,713,867,5 | 26,513,357,9 | 229,963,7 | 16,6777,8 | 10,32,979,6 | 6,70,559,3 |
| Moyennes : • Temp. maxi et mini °C • Précipitation mm |        |         |             |             |            |              |              |           |           |             |            |

Les paramètres climatiques de la commune ont été estimés pour le milieu du siècle (2041-2070) selon différents scénarios d'émission de gaz à effet de serre à partir des nouvelles projections climatiques de référence DRIAS-2020. Ils sont consultables sur un site dédié publié par Météo-France en novembre 2022.

## Urbanisme

### Typologie
Au 1er janvier 2024, Crissey est catégorisée ceinture urbaine, selon la nouvelle grille communale de densité à sept niveaux définie par l'Insee en 2022.
Elle appartient à l'unité urbaine de Chalon-sur-Saône, une agglomération intra-départementale regroupant treize  communes, dont elle est une commune de la banlieue,,. Par ailleurs la commune fait partie de l'aire d'attraction de Chalon-sur-Saône, dont elle est une commune de la couronne,. Cette aire, qui regroupe 109 communes, est catégorisée dans les aires de 50 000 à moins de 200 000 habitants,.

### Occupation des sols
L'occupation des sols de la commune, telle qu'elle ressort de la base de données européenne d’occupation biophysique des sols Corine Land Cover (CLC), est marquée par l'importance des territoires agricoles (70,4 % en 2018), en diminution par rapport à 1990 (76,4 %). La répartition détaillée en 2018 est la suivante : terres arables (63 %), zones industrielles ou commerciales et réseaux de communication (14,2 %), zones urbanisées (11,4 %), zones agricoles hétérogènes (6,6 %), eaux continentales (4 %), prairies (0,9 %). L'évolution de l’occupation des sols de la commune et de ses infrastructures peut être observée sur les différentes représentations cartographiques du territoire : la carte de Cassini (XVIIIe siècle), la carte d'état-major (1820-1866) et les cartes ou photos aériennes de l'IGN pour la période actuelle (1950 à aujourd'hui).

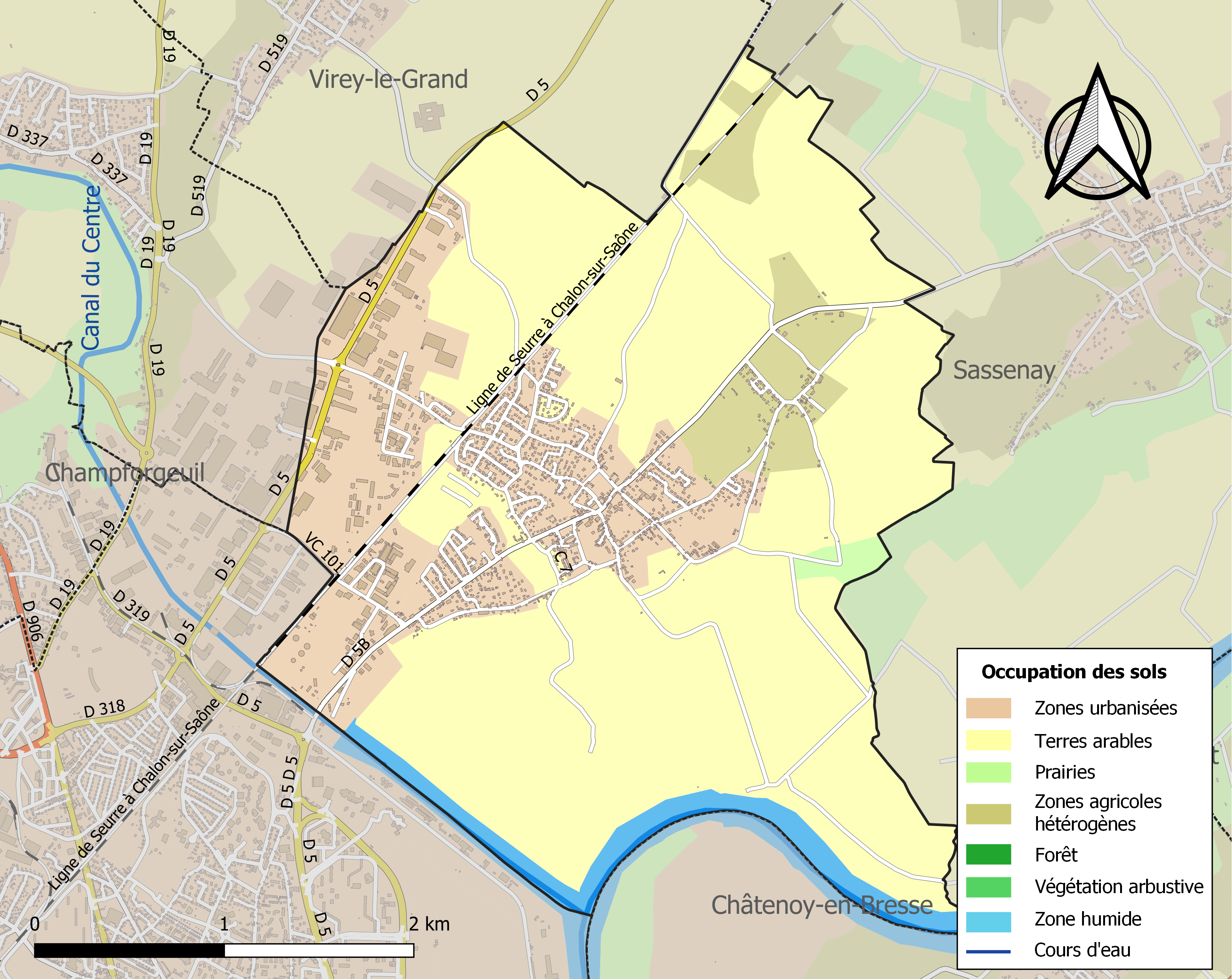
Carte des infrastructures et de l'occupation des sols de la commune en 2018 (CLC).

### Habitat et logement
En 2018, le nombre total de logements dans la commune était de 1 022, alors qu'il était de 988 en 2013 et de 902 en 2008.
Parmi ces logements, 95,7 % étaient des résidences principales, 0,9 % des résidences secondaires et 3,4 % des logements vacants. Ces logements étaient pour 95,9 % d'entre eux des maisons individuelles et pour 3,8 % des appartements.
Le tableau ci-dessous présente la typologie des logements à Crissey en 2018 en comparaison avec celle de Saône-et-Loire et de la France entière. Une caractéristique marquante du parc de logements est ainsi une proportion de résidences secondaires et logements occasionnels (0,9 %) inférieure à celle du département (7,5 %) et à celle de la France entière (9,7 %). Concernant le statut d'occupation de ces logements, 82,3 % des habitants de la commune sont propriétaires de leur logement (80,9 % en 2013), contre 64,1 % pour la Saône-et-Loire et 57,5 % pour la France entière.
| Typologie                                               | Crissey | Saône-et-Loire | France entière |
| ------------------------------------------------------- | ------- | -------------- | -------------- |
| Résidences principales (en %)                           | 95,7    | 82,2           | 82,1           |
| Résidences secondaires et logements occasionnels (en %) | 0,9     | 7,5            | 9,7            |
| Logements vacants (en %)                                | 3,4     | 10,3           | 8,2            |

## Histoire
Le 13 juin 1992, Crissey inaugure le premier columbarium pour animaux de France[réf. nécessaire].

## Politique et administration

### Rattachements administratifs et électoraux

#### Rattachements administratifs
La commune se trouve  dans l'arrondissement de Chalon-sur-Saône du département de Saône-et-Loire
Elle faisait partie depuis 1801 du canton de Chalon-sur-Saône-Nord. Dans le cadre du redécoupage cantonal de 2014 en France, cette circonscription administrative territoriale a disparu, et le canton n'est plus qu'une circonscription électorale.

#### Rattachements électoraux
Pour les élections départementales, la commune fait partie depuis 2014 du canton de Chalon-sur-Saône-1
Pour l'élection des députés, elle fait partie de la quatrième circonscription de Saône-et-Loire.

### Intercommunalité
Crissey est membre depuis 2001 de la communauté d'agglomération Le Grand Chalon, un établissement public de coopération intercommunale (EPCI) à fiscalité propre créé en 2001 nommé jusqu'en 2004 communauté d’agglomération Chalon Val de Bourgogne et auquel la commune a transféré un certain nombre de ses compétences, dans les conditions déterminées par le code général des collectivités territoriales.

### Tendances politiques et résultats

#### Élections présidentielles
Au premier tour de l'élection présidentielle de 2017, les quatre premiers candidats sont Emmanuel Macron (25,98 %), Marine Le Pen (24,42 %), Jean-Luc Mélenchon (19,13 %) et François Fillon (16,42 %)
Au second tour, le candidat élu Emmanuel Macron obtient à Crissey 796 voix (62,53 % des suffrages exprimés) et Marine Le Pen 477 voix (37,47 %). Lors de ce scrutin, 21,20 % des électeurs se sont abstenus.
Au premier tour de l'élection présidentielle de 2022, les quatre premiers candidats sont Marine Le Pen (29,34 %), Emmanuel Macron (27,91 %), Jean-Luc Mélenchon (17,65 %) et Éric Zemmour (6,63 %).
Lors du second tour, le candidat élu Emmanuel Macron obtient à Crissey 660 voix (51,72 % des suffrages exprimés), devançant de 44 voix Marine Le Pen (616 voix, 48,28 %). Lors de ce scrutin, 25,20 % des électeurs se sont abstenus.

#### Élections législatives
La ville de Crissey faisant partie de la quatrième circonscription de Saône-et-Loire, place en tête lors du 1er tour des élections législatives françaises de 2022, Valérie Deloge (RN) avec 27,66 % des suffrages. Mais lors du second tour, il s'agit de Cécile Untermaier (PS), députée sortante, qui arrive en tête avec 53,58 % des suffrages.

#### Élections régionales
La ville de Crissey place la liste « Pour la Bourgogne et la Franche-Comté » menée par Gilles Platret (LR) en tête, dès le 1er tour des élections régionales de 2021 en Bourgogne-Franche-Comté, avec 31,96 % des suffrages. 
Lors du second tour, les habitants décideront de placer la liste de « Notre Région Par Cœur » menée par Marie-Guite Dufay, présidente sortante (PS) en tête, avec cette fois-ci, près de 38.90 % des suffrages. Devant les autres listes menées par Gilles Platret (LR) en seconde position avec 35,96 %, Julien Odoul (RN), troisième avec 17,98 % et en dernière position celle de Denis Thuriot (LaREM) avec 7,16 %. Il est important de souligner une abstention record lors de ces élections qui n'ont pas épargné la ville de Crissey avec lors du premier tour 70,60 % d'abstention et au second, 69,98 %.

#### Élections départementales
Crissey faisant partie du canton de Chalon-sur-Saône-1 place le binôme de Alain Gaudray (DVD) et Dominique MeliN (DVD), en tête, dès le 1er tour des élections départementales de 2021 en Saône-et-Loire avec 37,50 % des suffrages. 
Lors du second tour, les habitants décident de placer de nouveau le binôme de Alain Gaudray (DVD) et Dominique Melin (DVD), en tête, avec cette fois-ci, près de 57,58 % des suffrages. Devant l'autre binôme menée par Raymond Gonthier (PS) et Françoise Verjux-Pelletier (PS) qui obtient 42,42 %. Il est important de souligner une abstention record lors de ces élections qui n'ont pas épargné la ville de Crissey avec lors du premier tour 70,82 % d'abstention et au second, 69,98 %.

#### Élections municipales
Lors du premier tour de l'élections municipales de 2014 en Saône-et-Loire, la liste DVD menée par Éric Mermet obtient la majorité absolue des suffrages exprimés, avec 728 voix (62,54 %, 16 conseillers municipaux élus dont 2 communautaires), devançant très largement celle DVG menée par Patricia Baudrand, quii a recueilli 436 voix (37,45 %, 3 conseillers municipaux élus).
Lors de ce scrutin, 32,79 % des électeurs se sont abstenus.
Lors de l'élections municipales de 2020 en Saône-et-Loire, la liste menée par Pascal Boulling — où siège le maire sortant Eric Mermet — est la seule candidate et obtient donc la totalité des 505 suffrages exprimés. Elle est élue en totalité et Pascal Boulling siège également à la communauté d'agglomération.
Lors de ce scrutin marqué par la pandémie de Covid-19 en France, 66,90 % des électeurs se sont abstenus et 18,02 % des votants ont choisi un bulletin blanc ou nul.
Après la démission d'Éric Mermet, la liste menée par Pascal Boulling — qui comprend 16 membres de l'équipe précédente — est la seule candidate à l'élection qui se tient le 13 novembre 2022 et, ayant obtenu la totalité des suffrages exprimés, est élue en totalité. 70,92 % des électeurs se sont abstenus.

### Liste des maires
| Période                                  | Période                       | Identité        | Étiquette | Qualité                                                                       |
| ---------------------------------------- | ----------------------------- | --------------- | --------- | ----------------------------------------------------------------------------- |
| Les données manquantes sont à compléter. |                               |                 |           |                                                                               |
| 1945                                     | mars 1971                     | Louis Bourgeois |           |                                                                               |
| mars 1971                                | mars 1977                     | Raymond Dubief  |           |                                                                               |
| mars 1977                                | mars 1983                     | François Dubief |           |                                                                               |
| mars 1983                                | mars 2008                     | Roland Giraudet | DVD       |                                                                               |
| mars 2008                                | 2014                          | Jean-Paul Bonin | DVD       | Retraité de la fonction publique                                              |
| 2014                                     | septembre 2022                | Éric Mermet     | DVD       | Chef d'entreprise Vice-président du Grand Chalon (2014 → 2020) Démissionnaire |
| novembre 2022                            | En cours (au 25 janvier 2023) | Pascal Boulling |           | Cadre retraité, ancien militaire                                              |

### Jumelages
Crissey est jumelée avec la ville allemande de Fürfeld.

## Équipements et services publics
Crissey possède une caserne de pompiers, une poste, une halte-garderie et quelques commerces de proximité.

### Enseignement
Il y a une école maternelle et une école élémentaire. Le collège public du secteur se trouve à Chalon-sur-Saône (collège Jean-Vilar).

## Population et société

### Démographie

#### Évolution démographique
L'évolution du nombre d'habitants est connue à travers les recensements de la population effectués dans la commune depuis 1793. Pour les communes de moins de 10 000 habitants, une enquête de recensement portant sur toute la population est réalisée tous les cinq ans, les populations de référence des années intermédiaires étant quant à elles estimées par interpolation ou extrapolation. Pour la commune, le premier recensement exhaustif entrant dans le cadre du nouveau dispositif a été réalisé en 2004.

En 2022, la commune comptait 2 473 habitants, en évolution de −0,32 % par rapport à 2016 (Saône-et-Loire : −1,06 %, France hors Mayotte : +2,11 %).
| 1793 | 1800 | 1806 | 1821 | 1831 | 1836 | 1841 | 1846 | 1851 |
| ---- | ---- | ---- | ---- | ---- | ---- | ---- | ---- | ---- |
| 343  | 402  | 434  | 466  | 485  | 447  | 477  | 487  | 491  |

| 1856 | 1861 | 1866 | 1872 | 1876 | 1881 | 1886 | 1891 | 1896 |
| ---- | ---- | ---- | ---- | ---- | ---- | ---- | ---- | ---- |
| 535  | 527  | 502  | 494  | 500  | 501  | 571  | 535  | 506  |

| 1901 | 1906 | 1911 | 1921 | 1926 | 1931 | 1936 | 1946 | 1954 |
| ---- | ---- | ---- | ---- | ---- | ---- | ---- | ---- | ---- |
| 520  | 520  | 590  | 538  | 594  | 602  | 577  | 607  | 661  |

| 1962 | 1968 | 1975  | 1982  | 1990  | 1999  | 2004  | 2006  | 2009  |
| ---- | ---- | ----- | ----- | ----- | ----- | ----- | ----- | ----- |
| 758  | 910  | 1 068 | 1 283 | 1 514 | 1 840 | 2 108 | 2 254 | 2 425 |

| 2014  | 2019  | 2022  | - | - | - | - | - | - |
| ----- | ----- | ----- | - | - | - | - | - | - |
| 2 504 | 2 469 | 2 473 | - | - | - | - | - | - |

## Économie
L'entreprise de fabrication de billards René Pierre y est établie.

## Culte
Saint-Symphorien de Crissey est l'un des cinq clochers relevant de la paroisse Saint-Paul-Apôtre (qui en compte deux sur Chalon-sur-Saône, Saint-Jean et Saint-Paul, et trois dans les villages proches de la ville avec Saint-Senoch de Sassenay et Saint-Germain de Gergy).

## Culture locale et patrimoine

### Lieux et monuments
Sont à voir sur le territoire de la commune : 
- l'église, sous le vocable de saint Symphorien, qui dispose de vitraux signés du peintre verrier Joseph Besnard représentant saint Éloi et saint Blaise (reprise de « débris » datés de 1525 complétés en 1872)[36] ;
- plusieurs lavoirs ;
- dans le cimetière : croix de pierre du XVIe siècle.

### Héraldique
| Blason de Crissey (Saône-et-Loire) | Blason  | D'or au chevron de sable accompagné de trois roses de gueules ; au chef d'azur chargé d'un poisson d'argent. |
| Blason de Crissey (Saône-et-Loire) | Détails | Le statut officiel du blason reste à déterminer.                                                             |

## Pour approfondir